# Ślad (miara)
Ślad – charakterystyczna dla Wielkopolski miara powierzchni, zbliżona do włóki lub łanu. 
Jednostka ta stosowana była na początku XVII wieku w województwie kaliskim, szczególnie w powiecie pyzdrskim. W kaliskiem istniały także inne miary - mansus i laneus. Ślad dzielił się na dwa półśledzia albo cztery kwarty roli. Oprócz kwarty stosowano jeszcze mniejszą miarę - kęs roli. Istniała także specjalna kategoria chłopów - półślednicy, posiadająca określoną powierzchnię ziemi. Wcześniej występowanie śladu potwierdzone jest także w powiecie wałeckim już w XVI wieku. W XVII wieku nazwa śladu zaczęła być wypierana przez mansus. Używano jej tylko w Kaliskiem i Poznańskiem. 
Jeden ślad zbliżony był wielkością do 486.000 łokci kwadratowych, czyli było to ponad 14,7 hektara.